# Romanschulzia mexicana
Romanschulzia mexicana är en korsblommig växtart som beskrevs av H.H. Iltis och Al-shehbaz. Romanschulzia mexicana ingår i släktet Romanschulzia och familjen korsblommiga växter. Inga underarter finns listade i Catalogue of Life.